# Argia tinctipennis
Argia tinctipennis é uma espécie de artrópode odonato, mais especificamente de libélula, pertencente à família dos cenagrionídeos (Coenagrionidae). Foi descrita por Edmond de Sélys Longchamps em 1865. Pertence ao gênero Argia (Rambur, 1842). É endêmica da América do Sul, onde ocorre no Brasil, Bolívia e Peru. Vive junto de pequenos riachos e cachoeiras em vários biomas.

## Etimologia
O nome vernáculo libélula deriva do latim científico libellula, diminutivo do latim clássico libēlla, -ae, com o sentido de "prumo", "nível" ou "moeda de prata", por sua vez derivado do diminutivo de libra, -ae, que significa "balança". O nome faz alusão ao voo do inseto, que se mantém equilibrado no ar, pairando. Foi registrado em 1899 sob a forma libéllula.

## Descrição
Espécies pertencentes à família dos cenagrionídeos (Coenagrionidae) possuem dimorfismo sexual, com os machos geralmente a apresentar cores brilhantes, enquanto as fêmeas cores crípticas. Argia tinctipennis tem corpo esguio, com comprimento total aproximado de trinta milímetros; asas finas e alongadas apresentando coloração levemente âmbar no entorno do pteróstigma, característica que inspira seu epíteto específico tinctipennis (“asa tingida”).

## Distribuição e habitat
Argia tinctipennis habita pequenos riachos e cachoeiras, nos biomas do Cerrado, Caatinga e Amazônia. O espécime-tipo foi coletado no Panamá. Outras ocorrências foram registradas na Bolívia (Beni e Pando), Peru e Brasil, nos estados do Acre, Amazonas, Ceará, Goiás, Maranhão, Mato Grosso, Mato Grosso do Sul, Minas Gerais, Pará, Piauí, Roraima e Rondônia. Em termos hidrológicos, ocorre nas sub-bacias do Araguaia, do Grande, do Gurupi, do litoral do Ceará e Piauí, do Madeira, do Negro, do Paranaíba, do Paraná RH1, do Paru, do Alto São Francisco, do Tapajós, do Alto e Baixo, do Trombetas e do Xingu.

## Biologia e ecologia
Adultos de Argia tinctipennis perambulam e se alimentam de pequenos insetos voadores, pousam em vegetação emergente às margens de corpos d’água. Estudos de flutuação assimétrica e tamanho de asa indicam sensibilidade da espécie à degradação de matas ciliares, com aumento significativo de assimetria em áreas degradadas.

## Conservação
A União Internacional para a Conservação da Natureza (UICN) classifica Argia tinctipennis como pouco preocupante (LC), pois a espécie tem ampla distribuição e não há grandes ameaças conhecidas que afetem sua população. O tamanho total de sua população é incerto, mas em 2015 foi descoberta uma grande população na Chapada dos Guimarães, em Mato Grosso. Em 2018, foi classificada como pouco preocupante (LC) no Livro Vermelho da Fauna Brasileira Ameaçada de Extinção do Instituto Chico Mendes de Conservação da Biodiversidade (ICMBio). No Brasil, não sofre impactos severos e existem amplas áreas naturais onde pode ocorrer.

### Áreas de conservação
No Brasil, Argia tinctipennis está presente em várias áreas de conservação: a Área de Proteção Ambiental de Pouso Alto (APA Pouso Alto), o Parque Nacional da Amazônia (PARNA Amazônia), o Parque Nacional da Serra da Canastra (PARNA Serra da Canastra), o Parque Nacional de Ubajara (PARNA Ubajara), o Parque Nacional do Juruena (PARNA Juruena), a Reserva Biológica do Gurupi (Rebio Gurupi), a Floresta Nacional de Caxiuanã (Flona Caxiuanã), a Floresta Nacional do Tapajós (Flona Tapajós), a Floresta Estadual do Trombetas (FLOE Trombetas), a Terra Indígena Alto Turiaçu (TI Alto Turiaçu), a Terra Indígena Apiaká do Pontal e Isolados (TI Apiaká do Pontal e Isolados), a Terra Indígena Bragança-Marituba (TI Bragança-Marituba), a Terra Indígena Kayabi (TI Kayabi), a Terra Indígena Munduruku-Taquara (TI Munduruku-Taquara).